# Almodóvar del Campo
Almodóvar del Campo – miejscowość i gmina w Hiszpanii, w prowincji Ciudad Real, w Kastylii-La Mancha, o powierzchni 1208,27 km². W 2011 roku gmina liczyła 6685 mieszkańców.